# Xã Vinegar Hill, Quận Jo Daviess, Illinois
Xã Vinegar Hill (tiếng Anh: Vinegar Hill Township) là một xã thuộc quận Jo Daviess, tiểu bang Illinois, Hoa Kỳ. Năm 2010, dân số của xã này là 364 người.